# Рокка-Імперіале
Рокка-Імперіале (італ. Rocca Imperiale, сиц. Rocca Mperiale) — муніципалітет в Італії, у регіоні Калабрія,  провінція Козенца.
Рокка-Імперіале розташована на відстані близько 400 км на південний схід від Риму, 140 км на північ від Катандзаро, 100 км на північ від Козенци.
Населення — 3348 осіб (2014).
Щорічний фестиваль відбувається 2 липня. Покровитель — Madonna della Nova.

## Демографія
Населення за роками:

Станом на 1 січня 2023 року в муніципалітеті офіційно проживало 298 іноземців з 20 країн, серед них 136 громадян країн Євросоюзу та 1 громадянин України.

## Сусідні муніципалітети
- Канна
- Монтеджордано
- Нова-Сірі

## Міста-побратими
- Валенца, Італія